# Пољски врабац
Пољски врабац (лат. Passer montanus) припада породици врабаца. Насељава простор Европе и Азије. Данас је то најраспрострањенија птица на планети.
Интродукован је у Аустралији и Северној Америци.

## Опис и исхрана
Пољски врабац има риђе теме и тамну ушну мрљу на светлом образу. Нешто је мањих димензија од домаћег врапца, 12 до 14 центиметара. Полови се не разликују међусобно. За разлику од домаћег врапца мање је везан за човека. Живи на рубовима разређених шума, на речним обалама, али се може наћи и на теренима са појединачним дрвећем и бројним грмљем, чак и поред њива или насеља. Храни се инсектима и семенима биљака. Припада групи станарица.

## Гнежђење
Гнездо прави на дрвећу или у шупљинама на разним објектима, зградама.

## Галерија
- Пољски врабац на грани
- Пољски врабац на грани
- Пољски врабац на грани
- Пољски врабац на каблу
- Пољски врабац на каблу